# Дружбовка (Херсонская область)
Дружбовка (укр. Дружбівка) — село в Ивановской поселковой общине Генического района Херсонской области Украины. Расположено на реке Большая Калга.
В XIX веке село носило название Калашинская Калга.
Население по переписи 2001 года составляло 653 человека. Почтовый индекс — 75411. Телефонный код — 5531. Код КОАТУУ — 6522981501.

## История
В 1946 году указом ПВС УССР село Калга переименовано в Дружбовку.

## География

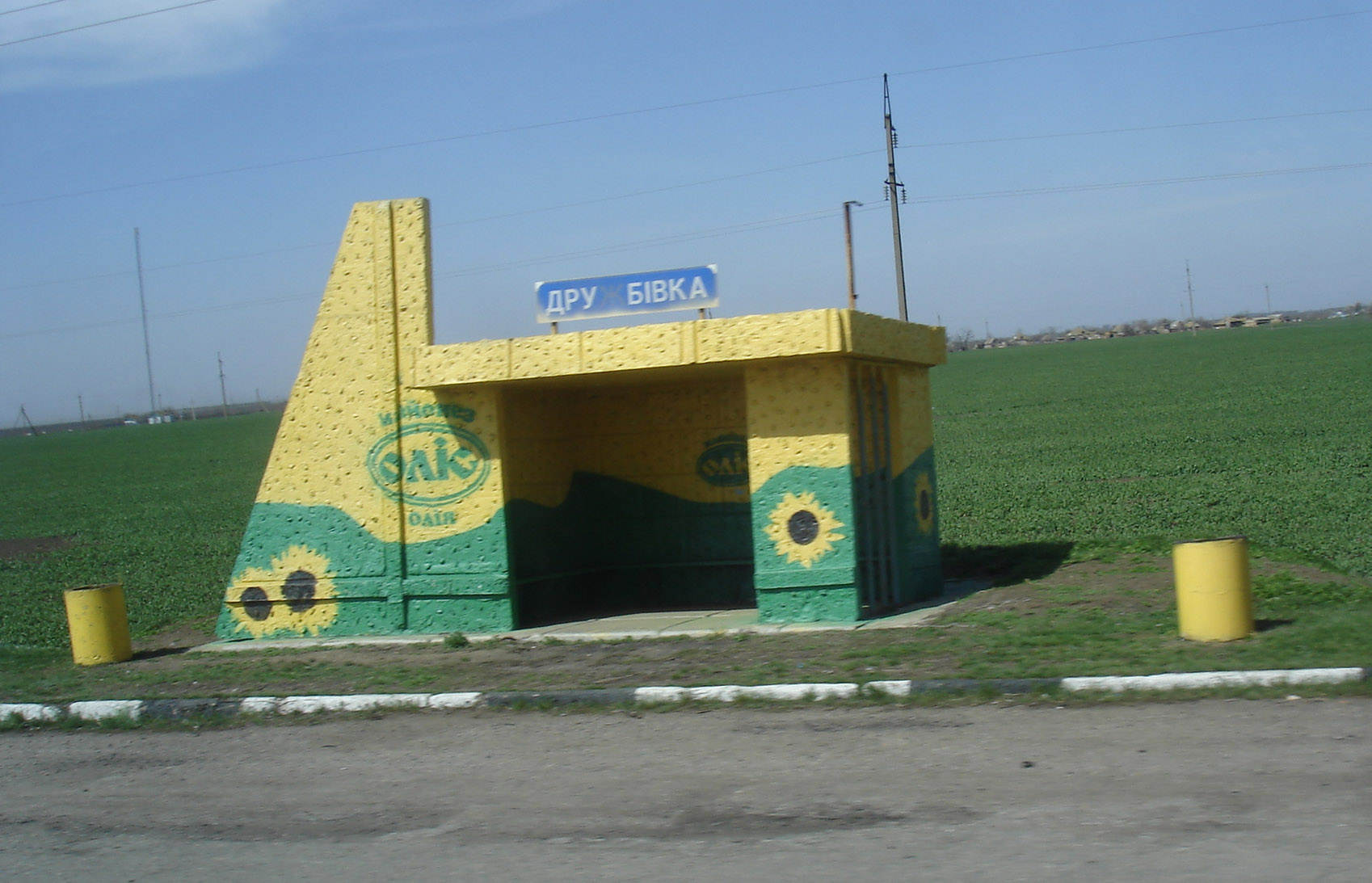
Дружбовка на автодороге М-14
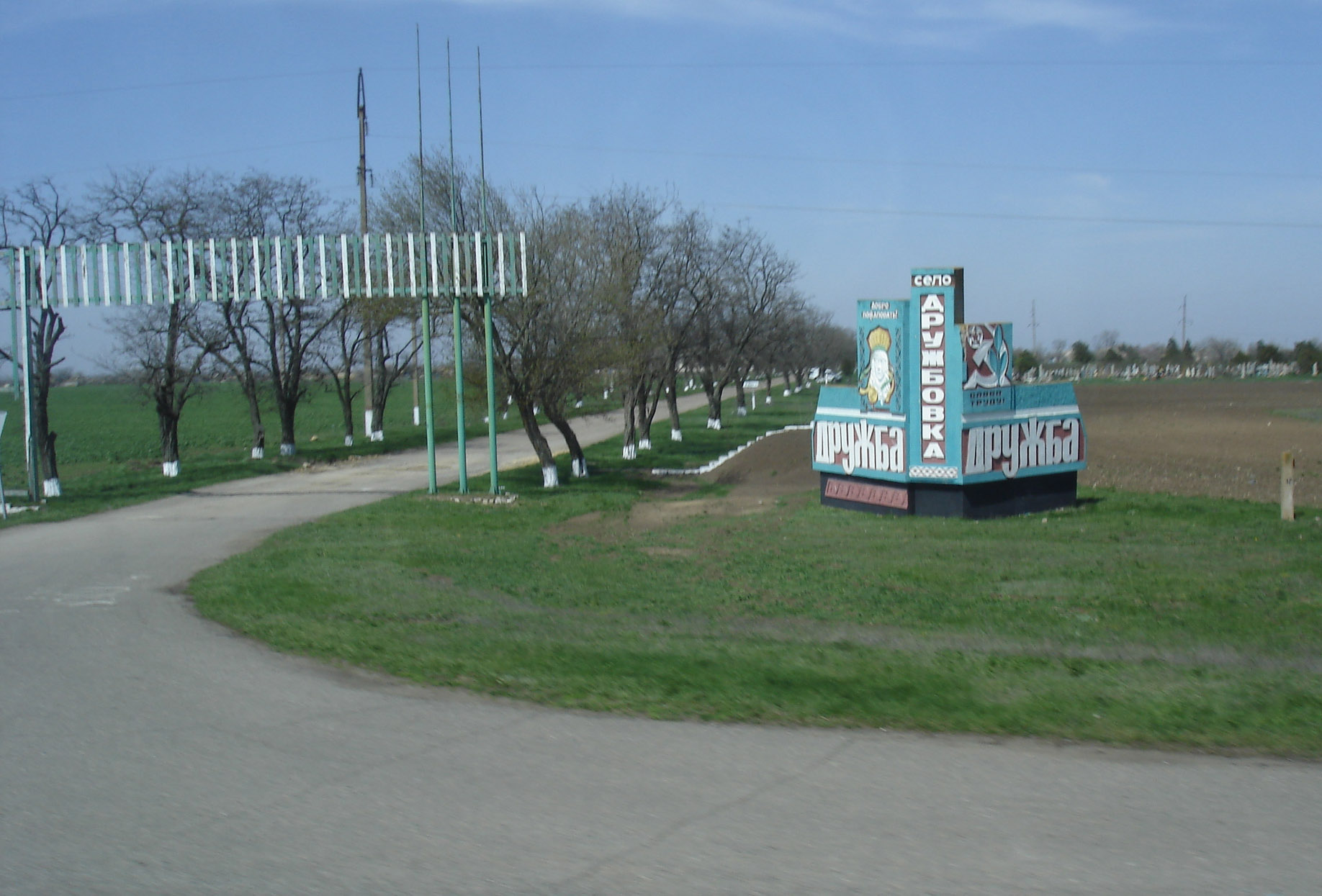
Въезд в село с автодороги М-14

## Местный совет
75411, Херсонская обл., Ивановский р-н, с. Дружбовка, ул. Ленина, 12